# Жабраїлов Ельмаді Зайнайдійович
Ельмаді Зайнайдійович Жабраїлов (рос. Эльмади Зайнайдиевич Жабраилов; нар. 6 вересня 1965, Хасав'юрт, Дагестанська АРСР, РРФСР) — радянський та казахський борець вільного стилю чеченського походження, чемпіон та срібний призер чемпіонатів світу, чемпіон, срібний та бронзовий призер чемпіонатів Європи, чемпіон Азії, срібний призер Азійських ігор, чемпіон Східноазійських ігор, чемпіон Ігор доброї волі, срібний призер Олімпійських ігор. Заслужений майстер спорту СРСР з вільної боротьби.

## Життєпис
Народився Хасав'юрті. В родині було семеро дітей: шестеро хлопців і дівчинка, Ельмаді був наймолодшим. Рано втратили батька, і найстарший з братів — Султан, якому тоді було 18 років, — по суті, замінив його для молодших. Боротьбою почав займатися з 1982 року. Першим його тренером був Селімхан Джамалдінов. Старші брати Руслан і Лукман теж займалися боротьбою. Руслан згодом став чемпіоном Росії, майстром спорту міжнародного класу. Лукман став чемпіоном світу у складі збірної Молдови (його син Аліхан Жабраїлов став чемпіоном світу 2017 року серед молоді). Велику роль у становленні братів Жабраїлових як спортсменів зіграв Загалав Абдулбеков, у якого — в спорттоваристві «Динамо» — братии тренувалися після переїзду до Махачкали. Згодом почав тренуватися під керівництвом свого старшого брата Руслана, допомагав йому інший брат — Лукман. У 1989 році чемпіоном Радянського Союзу і поїхав у складі збірної СРСР на чемпіонати Європи і світу. На чемпіонаті Європи зумів здобути лише бронзу, але на чемпіонаті світу став чемпіоном.
У 1990 і 1991 роках на чемпіонаті СРСР ставав срібним призером, тому на чемпіонати світу не потрапляв, але на чемпіонатах Європи став другим у 1990 році і чемпіоном — у 1991.
У 1992 році Ельмаді виграв чемпіонат СНД і завоював право виступитина своїй першій Олімпіаді в Барселоні у складі Об'єднаної команди. Переміг всіх своїх суперників, діставшись фіналу, але у півфіналі пошкодив хрестоподібні зв'язки. У фіналі в упертій боротьбі мінімально (0—1) поступився Кевіну Джексону зі США.
Після Барселонської Олімпіади мав розбіжності з керівництвом збірної Росії, тому прийняв запрошення Казазстану, де жили його батьки до переїзда в Хасав'юрт і де народились його старші брати. Виступав за спортивне товариство «Динамо» Алма-Ата. У складі збірної Казахстану став чемпіоном Азії, здобув срібло на чемпіонаті світу і на Азійських іграх.
У 1996 році поїхав на свою другу Олімпіаду в Атланту, але на цей раз у складі збірної Казахстану. У ході змагань йому довелося зустрітись зі своїм старшим братом Лукманом, який виступав у тій же ваговій категорії, але за збірну Молдови. Ельмаді переміг з рахунком 10—8, але на цій Олімпіаді дістатися призового місця не зміг, ставши в підсумку шостим.
Завершив спортивну кар'єру в 1997 році.
Обирався депутатом Державної Ради Дагестану, був радником Президента Республіки Дагестан.
З 2008 року очолює Федеральне державне управління «Мінмеліоводгосп» Республіки Дагестан.
Голова Регіональної громадської організації «Громадська рада чеченців Дагестану».
Нагороджений золотим орденом Міжнародної асоціації любительського боротьби (1993).
Випускник Дагестанського державного технічного університету (1991).

## Спортивні результати на міжнародних змаганнях

### Виступи на Олімпіадах
| Змагання                    | Збірна            | Вагова категорія          | Місце  |
| --------------------------- | ----------------- | ------------------------- | ------ |
| Літні Олімпійські ігри 1992 | Об'єднана команда | вільна боротьба, до 82 кг | Срібло |
| Літні Олімпійські ігри 1996 | Казахстан         | вільна боротьба, до 82 кг | 6      |

### Виступи на Чемпіонатах світу
| Змагання                        | Збірна    | Вагова категорія          | Місце  |
| ------------------------------- | --------- | ------------------------- | ------ |
| Чемпіонат світу з боротьби 1989 | СРСР      | вільна боротьба, до 82 кг | Золото |
| Чемпіонат світу з боротьби 1994 | Казахстан | вільна боротьба, до 82 кг | 11     |
| Чемпіонат світу з боротьби 1995 | Казахстан | вільна боротьба, до 82 кг | Срібло |

### Виступи на Чемпіонатах Європи
| Змагання                         | Збірна | Вагова категорія          | Місце  |
| -------------------------------- | ------ | ------------------------- | ------ |
| Чемпіонат Європи з боротьби 1989 | СРСР   | вільна боротьба, до 82 кг | Бронза |
| Чемпіонат Європи з боротьби 1990 | СРСР   | вільна боротьба, до 82 кг | Срібло |
| Чемпіонат Європи з боротьби 1991 | СРСР   | вільна боротьба, до 82 кг | Золото |

### Виступи на Чемпіонатах Азії
| Змагання                       | Збірна    | Вагова категорія          | Місце  |
| ------------------------------ | --------- | ------------------------- | ------ |
| Чемпіонат Азії з боротьби 1995 | Казахстан | вільна боротьба, до 82 кг | Золото |

### Виступи на Азійських іграх
| Змагання           | Збірна    | Вагова категорія          | Місце  |
| ------------------ | --------- | ------------------------- | ------ |
| Азійські ігри 1994 | Казахстан | вільна боротьба, до 82 кг | Срібло |

### Виступи на інших змаганнях
| Змагання                 | Збірна    | Вагова категорія          | Місце  |
| ------------------------ | --------- | ------------------------- | ------ |
| Ігри доброї волі 1990    | СРСР      | вільна боротьба, до 82 кг | Золото |
| Східноазійські ігри 1997 | Казахстан | вільна боротьба, до 85 кг | Золото |